# تولیدو، شهرستان اوزارک، میزوری
تولیدو (به انگلیسی: Toledo) یک منطقهٔ مسکونی در ایالات متحده آمریکا است که در میزوری واقع شده‌است. تولید و ۲۷۲ متر بالاتر از سطح دریا واقع شده‌است.